# Linda Dörendahl
Linda Dörendahl (* 20. Juli 1984 in Berlin) ist eine deutsche Volleyballspielerin.

## Karriere
Linda Dörendahl spielte bis 2002 in ihrer Heimat für Innova Berlin, den Marzahner VC, den VC 68 und den VC Olympia Berlin. Anschließend war sie aktiv beim 1. VC Parchim und beim Schweriner SC, mit dem sie 2006 und 2009 Deutscher Meister wurde. 2009/10 wurde sie mit dem VC Wiesbaden deutscher Vizemeister. Von 2010 bis 2017 spielte sie für den Bundesligisten USC Münster. Ihre gelernte Spielposition war Zuspielerin, in Schwerin wurde sie zur Libera umgeschult. Linda Dörendahl war auch in der Jugend-Nationalmannschaft und in der A-Nationalmannschaft aktiv. Zum Ende der Saison 2016/17 verkündete sie das Ende ihrer sportlichen Laufbahn. Seit 2017 spielt Dörendahl mit der zweiten Mannschaft des USC in der Regionalliga West und seit 2018 in der Dritten Liga West.
Lindas Bruder Sven Dörendahl ist ebenfalls Volleyballspieler und war in verschiedenen Bundesligamannschaften aktiv.